# Georg Anton Blum
Georg Anton Blum (Weilburg (Duitsland), 13 juni 1765 - Zwolle, 12 januari 1827) was een Duits-Nederlands tuin- en landschapsarchitect en hovenier.

## Biografie
Vrijwel de gehele familie Blum was werkzaam aan het Hof Nassau-Weilburg. In Duitsland stond de familie Blum ingeschreven bij de Lutherse kerk. Een oom van Georg Anton was zelfs organist in de Lutherse kerk van Weilburg. Georg Anton is dus opgegroeid in Weilburg terwijl zijn familie aan het hof werkte. In die tijd was Johan Friederich Sckell samen met zijn broer Johann Wilhelm landschapsarchitect en hoofdtuinman aan het hof. Opvallend hierbij is dat de zoon van Johan Wilhelm en dus de vijf jaar oudere neef van Georg Anton Blum, Friedrich Ludwig von Sckell (Weilburg 1750 – München 1823), degene is geweest die de landschapsstijl in Duitsland heeft geïntroduceerd, een stijl waarin Georg Anton later in Nederland zijn ontwerpen maakte. De familiebanden met de tuiniersdynastieën van Sckell, Koellner en Petri, zijn een groot voorbeeld voor Blum geweest.
Georg Anton Blum vertrok in 1782 na het overlijden van zijn vader op 17-jarige leeftijd uit Duitsland en reisde mogelijk naar zijn oudere broer Johann Georg die in Den Haag woont. Hier had hij onder andere contact met Gideon D’Assignies, van wie hij boedel erfde.

## Werk
Georg Anton Blum heeft voor zover bekend met name in Overijssel vele landschapsparken ontworpen en aangelegd. Hij werkte voor adellijke en voorname families vanaf omstreeks 1800 tot aan zijn dood in 1827. Maar mogelijk werkte hij ook elders in het land aangezien na zijn overlijden een advertentie in de 'Opregte Haarlemsche Courant' verscheen met de oproep dat een ieder die nog iets te vorderen of verschuldigd was aan Blum zich wilde melden. Deze krant werd landelijk gelezen.
Van een aantal ontwerpen zijn de tekeningen bewaard gebleven, zoals die van de Fraeylemaborg te Slochteren en Huis Almelo. Ze geven een prachtig beeld van zijn bijzondere ontwerpstijl. Hij werkte in de vroege landschapsstijl, waarbij de vormen zijn opgebouwd uit cirkels en het park over het algemeen naar binnen gericht is. Opvallend is zijn gebruik van reliëf en bijzondere watervormen. Zijn tekenstijl is haast niet van J.D. Zocher sr. en jr. te onderscheiden.
Voor de beplanting van de tuin- en parkaanleg werkte Georg Anton veel met materiaal van de firma Ottolander, gevestigd in Boskoop. Van de firma Ottolander is helaas geen archiefmateriaal bewaard gebleven maar deze firma kwam met grote regelmaat in Zwolle "Bevelende zich in ieders gunst" zoals staat in de advertentie van 25 maart 1828 in de Zwolse Courant. Deze firma leverde regelmatig aan andere gerenommeerde tuinarchitecten als de Zochers en de Van Lunterens. Uit overlevering gaat het verhaal dat Blum even buiten de Kamperpoort van Zwolle een eigen kwekerij had. Hier zijn echter nog geen bewijzen van gevonden.

## Stijlkenmerken
Ontwerpen met regelmatige cirkelvormen gemaakt door een passer, vaak binnen de bestaande geometrische aanleg.
- Landbouwkundige elementen zijn opgenomen in het park: Boomgaarden, moestuinen, graanvelden zijn opgenomen in de landschappelijke stijl.
- Herkenbare slingerende waterpartijen met een kenmerkend passer haakje.
- Bouwstenen: bloemperk, solitaire loofbomen, solitaire naaldbomen, treurwilgen, laan, hakhout, bloemperk, bouwland.
- Bouwkundige bouwstenen: Romantische driepuntsbruggen, koepels.

## Ontwerpen
Vetgedrukt is met zekerheid een ontwerp van Blum. Overige zijn mogelijk een ontwerp van Blum op basis van stijlkenmerken en familierelaties.
- 1802-1807: Fraeylemaborg Slochteren. Opdrachtgever: Hendrik de Sandra Veltman (1756-1816) en Alegonda Christina Wolthers (1752-1805). Waarschijnlijk is het ontwerp uit 1802 dat is toegeschreven aan Zocher ook van Blum. Er is namelijk in 1807 een groot bedrag uitgegeven aan het maken van een hoogte. Ontwerp- of presentatietekening. (huisarchief Fraeylemaborg)
- 1803: Het Amelink, Lonneker. Opdrachtgever: Jan Bernard Blijdenstein (1765-1826) en Geertruida Schimmelpenninck ( 1848-1783). (CO, 0233.1, 245)
- 1803: Landgoed De Bult, Steenwijk. Opdrachtgever: Abraham Johan van der Hoop (1775-1826) en Arnoldina Aleida Maria Thomassen a Thuessink  ( 1776-1859). Kenmerkend is de driearmige vijverpartij met reliëf, familierelatie.
- Tussen circa 1802 en zeker voor 1818: De Horte, Dalfsen. Opdrachtgever: mr. Johannes Wilhelmus van Rhijn (1769-1826) en Catharina Johanna van der Niepoort (ca. 1771-1841). Tevens eigenaar van De Mataram. Kenmerkend is de driepuntsbrug.
- Circa 1800 Boschwijk, Zwolle. opdrachtgever: Rhijnvis Feith (1753-1824) en Ockje Groeneveld (1748-1813). In 1821 heeft Blum een deel opnieuw aangeplant zoals blijkt uit een briefwisseling.
- Tussen circa 1810-1818, De Gunne Heino. Opdrachtgever: Alexander van Sonsbeeck (1795-1861) en Catharina Maria Arnoldina Akerma (1797-1836). Na de aanleg op basis van het ontwerp werkt Blum nog als hovenier op de Gunne. (Bron: ontwerptekening en kasboek met betalingen in 1824 en 1826)
- Circa 1807-1810, Havezathe Den Alerdinck, Laag Zuthem, opdrachtgever: Bernardus Josephus van Sonsbeeck (1722-1858) en Maria Elisabeth Bernardina Heerkens (1772-1806). Kenmerkend is de driearmige vijverpartij en de driepuntsbrug.
- Circa 1811: Landgoed Windesheim, Windesheim. Opdrachtgever: Cornelia Charlotte Feith weduwe van Plettenburg (1744-1812). Aanleg achterste gedeelte van het park. Mogelijk in 1789 als hovenier/uitvoerder voor het ontwerp van Jacob Otten Husly. (CO, 15202)
- 1810- 1815: Landgoed Vilsteren. Opdrachtgever: Michael Helmich (1753-1835) en Johanna Maria Grootveld (1751-1814). (Memoraal Michael Helmich) 1812 De Colckhof, Laag Zuthem. Opdrachtgever: Johannes Stephanus Booghmans (….-1856) en Cornelia Aletta van Sonsbeeck (1774-1846). Kenmerkend is de familierelatie met buitenplaats Den Alerdinck en De Gunne en de vormgeving van de waterpartijen en wandelpaden.(Memoraal Michael Helmich)
- 1812 De Colckhof, Laag Zuthem. Opdrachtgever: Johannes Stephanus Booghmans (….-1856) en Cornelia Aletta van Sonsbeeck (1774-1846). Kenmerkend is de familierelatie met buitenplaats Den Alerdinck en De Gunne en de vormgeving van de waterpartijen en wandelpaden.
- 1815-1825: De Oldenhof, Vollenhove. Opdrachtgever: Familie de Vos van Steenwijk. Kenmerkend zijn de driearmige vijverpartij in Engels Werk, familierelaties.
- 1815: Oldeneel, Oldeneel Zwolle. Opdrachtgeve:r Michael Helmich (1753-1835)/Catharina Maria Arnoldina  Helmich weduwe Draper (1750-1823).
- Circa 1815 Soeslo, Wijtmen. Opdrachtgever: Georg Royer (1747-1839) en Gerritdina Wicherlink (1760-1831). Kenmerkend zijn de stijlkenmerken en Royer was goed bevriend met Rhijnvis Feith van Boschwijk. Deze schreef in juni 1816 een gedicht over het vernieuwde huis en de tuin.
- Tussen 1805 en voor 1817, Huis Almelo, Almelo. Opdrachtgever: waarschijnlijk Frederik Lodewijk Christiaan van Rechteren Limpurg (1748-1814) en Elisabeth Reinera Johanna van Heeckeren (1774-1834).
- 1822: De Horte, Dalfsen. opdrachtgever: Petrus Fransiscus Helmich 1790-1860) en Anna Margaretha Elisabeth Akerma (1796-1871). (CO, 0226, 411)
- 1825 Den Aalshorst, Dalfsen. Opdrachtgever: Louis Rhijnvis Feith Blum heeft zeker de bloemtuin aangelegd onduidelijk of hij bij het gehele aanpassing betrokken was.
- Circa 1826 Dijkzicht, Zwolle. Opdrachtgever: Paulus Cornelis Adriaan Sichterman (1773-1857) en Mechteld Royer (1784-1849. Mogelijk is Blum verantwoordelijk voor de aanleg in 1806. Sichterman is Blum bij overlijden in 1827 nog geld verschuldigd.
- Circa 1826, stadstuin aan de Eekwal Zwolle. Opdrachtgever: Arnoldus Strabbe (1773-1843) en Hendrika Maria Bodd (1784-1851). Strabbe is Blum bij overlijden in 1827 nog geld verschuldigd.
- Circa 1826 Kortenberg, Zwolle. Opdrachtgever: Gerhard Anton Ramaer (1770-1836) en Helena Lindenhof (1777-1832)  Ramaer is Blum bij overlijden in 1827 nog geld verschuldigd.
- Circa 1826 Schellerberg Zwolle. Opdrachtgever: Alidanus Johannes Greven (1768-1842) en Johanna Françoise Henriette Tulleken (1770-1866). Uit overlevering gaat het verhaal dat Blum op Schellerberg gewerkt heeft en het naast gelegen Engels Werk zou ontwerpen maar hij overleed waarna Hendrik van Lunteren Blum opvolgt. Greven is Blum bij overlijden in 1827 nog geld verschuldigd.